# Jules Storme
Jules Storme (Waregem, 24 januari 1819 – 13 mei 1904) was een Belgisch politicus.
Hij werd geboren als zoon van de notaris Ferdinand Storme (burgemeester van Waregem 1819-1830) en zijn echtgenote Henriette Boulez. Hij mag niet verward worden met zijn Gentse achterkozijn Jules Jacob Storme uit de tak van de familie Storme die in Wakken bleef terwijl Ferdinand naar Waregem trok.
Hij werd doctor in de rechten en later eveneens tevens notaris. Hij zetelde vanaf 1836 in de gemeenteraad en vanaf 1848 in de provincieraad als liberaal raadslid. Hij werd burgemeester van Waregem in 1848 als 29-jarige en bleef dit gedurende 56 jaar (waarmee hij de derde langstzittende burgemeester van België is geworden).